# Лермонтовское сельское поселение (Хабаровский край)
Лермонтовское се́льское поселе́ние — муниципальное образование в Бикинском районе Хабаровского края Российской Федерации. Образовано в 2004 году.
Административный центр — село Лермонтовка. Расположено в северной части района.

## Население
| 2010  | 2011  | 2012  | 2013  | 2014  | 2015  | 2016  |
| ----- | ----- | ----- | ----- | ----- | ----- | ----- |
| 4148  | ↘4136 | ↘3971 | ↘3828 | ↘3754 | ↘3658 | ↘3641 |
| 2017  | 2018  | 2019  | 2020  | 2021  |       |       |
| ↘3554 | ↘3444 | ↘3401 | ↘3358 | ↘3125 |       |       |

## Населённые пункты
В состав поселения входят 2 населённых пункта:
| № | Населённый пункт | Тип             | Население |
| - | ---------------- | --------------- | --------- |
| 1 | Лермонтовка      | село            | ↘2964     |
| 2 | Розенгартовка    | посёлок станции | ↘161      |